# Bundesautobahn 81
Bundesautobahn 81 (em português: Auto-estrada Federal 81) ou A 81, é uma auto-estrada na Alemanha.
A Bundesautobahn 81 tem 283 km de comprimento.

## Estados
Estados percorridos por esta auto-estrada:
- Baviera
- Baden-Württemberg